# Mori (Hokkaidō)
Pour les articles homonymes, voir Mori.
Mori (森町, Mori-machi) est un bourg du district de Kayabe, situé dans la sous-préfecture d'Oshima, sur l'île de Hokkaidō, au Japon.

## Toponyme
Mori (森) signifie forêt en japonais.

## Géographie

### Situation
Mori se trouve sur la côte est de la péninsule d'Oshima, au bord de la baie d'Uchiura.

### Municipalités limitrophes
| Yakumo | baie d'Uchiura | baie d'Uchiura |
| Yakumo | Mori           | Shikabe        |
| Assabu | Hokuto         | Nanae          |

### Démographie
Au 31 mars 2015, la population de Mori s'élevait à 16 800 habitants répartis sur une superficie de 368,79 km2. En août 2024, elle était de 13 741 habitants.

### Topographie
Le volcan Hokkaido Koma-ga-take occupe la partie est du bourg.

## Histoire
Le village de Mori a été créé en 1902. Il obtient le statut de bourg en 1921.

## Transports
Mori est desservie par la ligne principale Hakodate de la JR Hokkaido. La gare de Mori est la principale gare du bourg.